# District de Bharuch
Le district de Bharuch est un district de l'état du Gujarat en Inde.

## Géographie
Le district a une population de 1 551 019 habitants pour une superficie de 6 509 km2.